# Финансовый год
Фина́нсовый год (бюдже́тный год) — традиционный период, на который устанавливается бюджет — схема доходов и расходов определённого лица (семьи, бизнеса, организации, государства и т. д.). Также известен как фискальный год, от лат. fiscus — государственная казна.
Финансовый год может не совпадать с календарным. Например, в США финансовый год федерального правительства установлен с 1 октября по 30 сентября, в то время как в 46 из 50 штатов он начинается 1 июля и заканчивается 30 июня. В Японии финансовый год установлен с 1 апреля по 31 марта, в Финляндии для акционерных обществ — определяется в уставе.
В России финансовый год начинается 1 января и завершается 31 декабря. Такой порядок исчисления финансового года действовал в СССР начиная с 1931 года — тогда использовалось название хозяйственный год. В 1920-х годах исчисление хозяйственного года в СССР было установлено с 1 октября по 30 сентября, с целью охвата в исчислении хозяйственного года цикла сельскохозяйственного производства.